# استفن بوایه
استفن بوایه (فرانسوی: Stéphen Boyer‎؛ زادهٔ ۱۰ آوریل ۱۹۹۶) بازیکن والیبال اهل فرانسه است.
وی در حال حاضر عضو تیم ملی والیبال فرانسه است.
بوئر در سال ۲۰۱۷ توسط لوران تیلیه به تیم ملی دعوت شد و عملکرد درخشانی در لیگ جهانی ۲۰۱۷ داشت.